# Erosida lineola
Erosida lineola är en skalbaggsart som först beskrevs av Fabricius 1781.  Erosida lineola ingår i släktet Erosida och familjen långhorningar.
Artens utbredningsområde är:
- Paraguay.
- Uruguay.

Inga underarter finns listade i Catalogue of Life.